# Boreaden-Maler

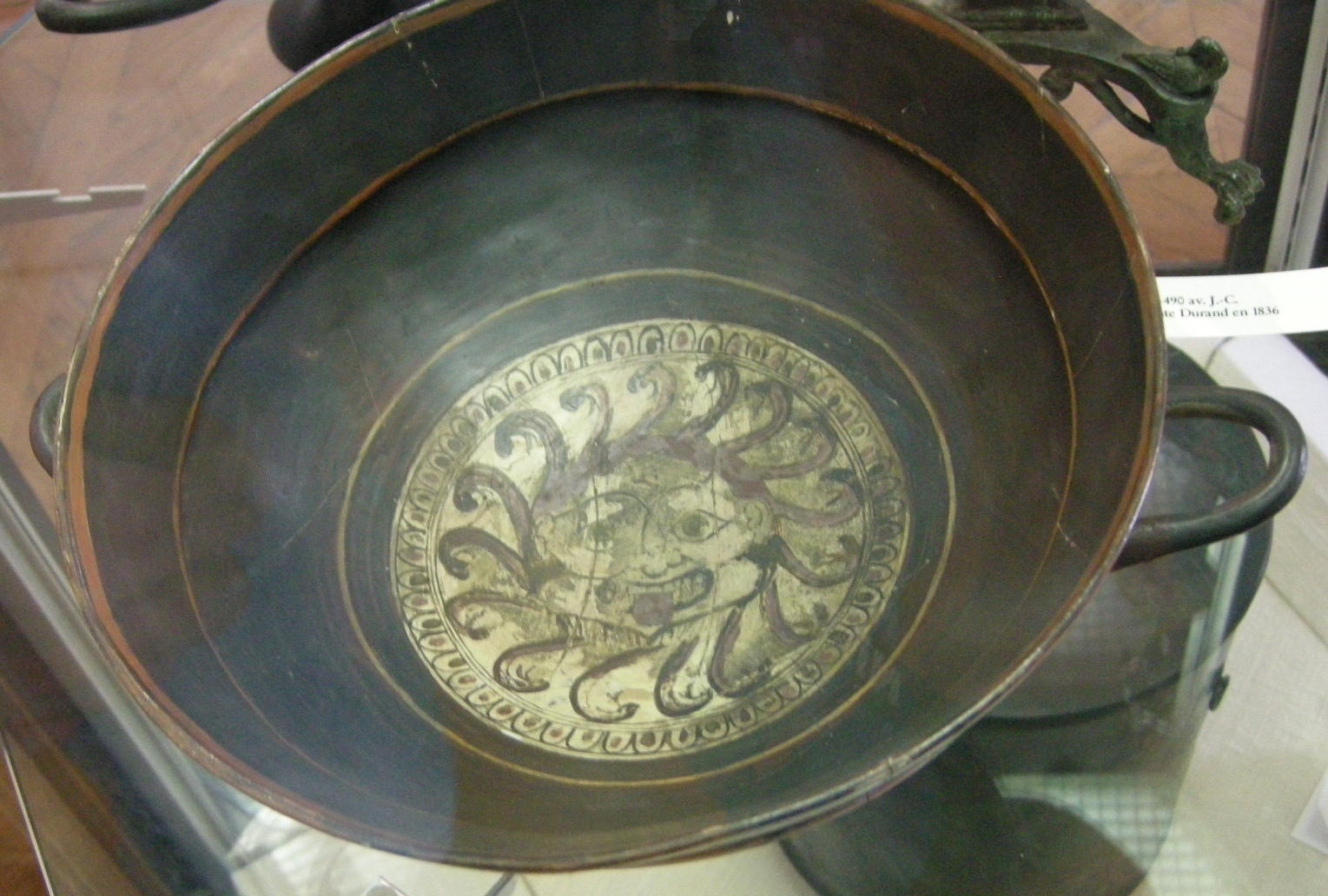
Gorgoneion im Inneren einer Schale; um 565 v. Chr.; Paris, Cabinet des Médailles.

Mit dem Notnamen Boreaden-Maler (ehemals Hephaistos-Maler; englisch Boreads painter) wird ein griechischer Vasenmaler bezeichnet, der als einer der Hauptmeister der Lakonischen Vasenmalerei gilt und dessen Werke in die Zeit zwischen 575 und 565 v. Chr. datiert werden.
Der Boreaden-Maler wurde schon 1932 bei einer ersten gründlichen Bearbeitung der lakonischen Keramik durch Arthur Lane erkannt, von diesem aber noch Hephaistos-Maler genannt. Der Name Boreaden-Maler geht auf Paola Pelagatti zurück. Brian B. Shefton wollte in den Werken bei der Überarbeitung des Materials 1956 keine Malerpersönlichkeit erkennen. In seiner bis heute maßgeblichen Bearbeitung der lakonischen Vasenmalerei stellte Conrad M. Stibbe 1972 das Werk des Malers, nun Boreaden-Maler genannt, umfassend zusammen. Er ist neben dem Arkesilas-Maler, dem Reiter-Maler, dem Jagd-Maler und dem Naukratis-Maler einer der fünf Hauptmeister des lakonischen Stils. Wahrscheinlich war er auch der Töpfer seiner Werke. Er gehört mit dem  Naukratis-Maler zu den frühen Meistern, die um 575 v. Chr. mit der Produktion bemalter lakonischer Keramik begonnen hatten. Seine Bilder zeigen einen sehr starken ostgriechischen Einfluss. Um 570 v. Chr. teilte er als erster lakonischer Vasenmaler das Hauptbild (Tondo) seiner Schalen in ein Hauptbild und ein kleineres Segment unter der Standlinie des Hauptbildes. Auch das spricht für einen starken Einfluss ostgriechischer Künstler, die ihre Teller in dieser Weise motivisch unterteilten. Dieser Einfluss geht so weit, dass manche Forscher meinen, die lakonischen Vasenmaler könnten Wandertöpfer gewesen sein, die in Ostgriechenland arbeiteten. Auch führte der Boreaden-Maler die für Lakonien typische Dreiteilung der Außenseite des Schalenbeckens ein: Granatäpfel, Zungen und Strahlen. Des Weiteren zeigte er vier Henkelpalmetten. Auch bei seiner Namenvase, auf der er Boreaden und Harpyien darstellte, begrenzen Granatäpfel das Innenbild. Daneben zeigt er unter anderem ein Bild mit Bellerophon, Pegasos und der Chimaira. Die Namenvase, nach der ihn Lane benannte, bringt Hephaistos’ Rückführung in den Olymp zur Darstellung. Die Ornamente sind typischerweise mit Deckfarben ausgeführt. Keines der Werke des Boreaden-Malers, bei denen es sich ausschließlich um Schalen handelt, wurde in Lakonien entdeckt, es ist somit davon auszugehen, dass die Produktion ausschließlich für den Export gedacht war.